# Marko Ivan Rupnik
Marko Ivan Rupnik, slovenski duhovnik, teolog, mozaičar in slikar, nekdanji jezuit,   * 28. november 1954, Zadlog.

## Življenjepis
Po končani osnovni šoli je šolanje nadaljeval v Malem semenišču v Vipavi. Leta 1973 je vstopil v Družbo Jezusovo. Po končanem noviciatu je v Ljubljani študiral filozofijo, potem pa se je leta 1977 vpisal na likovno akademijo v Rimu, kjer je nadaljeval s študijem slikarstva. Po diplomi leta 1981 je študiju slikarstva sledil študij teologije na Papeški univerzi Gregoriana v Rimu. Leta 1985 je bil v Kopru posvečen v duhovnika in istega leta začel specializacijo iz misiologije, prav tako na Gregoriani. Od leta 1987 do 1991 je pretežno živel v Gorici, v jezuitskem centru Stella Matutina, kjer je deloval predvsem med mladimi. Redno je sodeloval tudi s skupnostjo sester Loyola v Mengšu in bil njihov duhovni vodja.
Leta 1991 je bil poklican nazaj v Rim, kjer je postal direktor novoustanovljenega Centra Aletti leta 1995, ki se ukvarja z vprašanji vere in kulture v vzhodnoevropskih državah. Istega leta je pod mentorstvom in zaščito enega največjih strokovnjakov za vzhodno teologijo, p. Tomáša Špidlíka, dosegel doktorski naslov na Fakulteti za misiologijo na Gregoriani z disertacijo Teološko-misijonski pomen umetnosti v esejih Vjačeslava Ivanoviča Ivanova.
V letu 1992 je nastopil službo profesorja na Papeškem Vzhodnem inštitutu, na Papeški univerzi Gregoriani in na Papeškem bogoslužnem inštitutu sv. Anzelma. Predavanja in seminarje ima še na mnogih drugih evropskih akademskih inštitutih. Od leta 1995 vodi tudi Atelje duhovne umetnosti Centra Aletti. 
Leta 1999 je postal svetovalec Papeškega sveta za kulturo. Po mnenju teologa Ivana Štuheca je postal Rupnik najbolj vpliven redovnik slovenskega rodu v Vatikanu.
Pod njegovim vodstvom je Center Aletti izdelal veliko sodobnih mozaikov po vsej Evropi, pa tudi v Siriji in Združenih državah Amerike. Posebno odmevna sta bila nova mozaika v Fatimi (Portugalska) in Lurdu (Francija). Tudi v Sloveniji je bilo leta 2008 že več kot 12 njegovih mozaikov, pogosto z zlatimi ozadji in s figurami z velikimi očmi.
Leta 2000 je po odločitvi glavnega upravnega odbora Prešernovega sklada, ki je zaobšla področno komisijo za likovno umetnost, zgolj na podlagi mnenja umetnostnega zgodovinarja Milčka Komelja, ki je videl papeževo zasebno kapelo v Vatikanu, prejel veliko Prešernovo nagrado. Druga dobitnica Prešernove nagrade tega leta poleg njega, Svetlana Makarovič, se ji je zato takrat odpovedala.

## Postopek zaradi spolnih deliktov in izključitev iz reda
Jezuiti so prvo preiskavo proti Marku Rupniku začeli konec leta 2018 in jo dve leti pozneje predali Vatikanu. Postopek se je razširil z novimi prijavami, a dokler ni zadeva decembra 2022 prišla v javnost, odziva ni bilo.
1. decembra 2022 je vatikanska spletna stran Silere non possum poročala, da je proti jezuitu potekal kanonični postopek, v katerem so ga nekatere njegove duhovne hčere obtožile psihološke, duhovne in fizične zlorabe. Ena je razmišljala celo o samomoru. Naslednji dan je Družba Jezusova izdala sporočilo, v katerem je potrdila, da je Dikasterij za nauk vere vodil postopek, ki se je zaključil z zastaranjem Rupnikovih očitanih zločinov. Objavila je tudi, da jezuita še vedno čakajo preventivni upravni ukrepi, kot je prepoved opravljanja zakramenta spovedi, duhovnega vodstva in spremljanja duhovnih vaj. Poleg tega se pater Rupnik ne sme udeleževati javnih dejavnosti brez dovoljenja svojega lokalnega predstojnika. V ZDA so razmišljali celo o odstranitvi njegovih mozaikov, ki so nastali v obdobju njegovih duhovnih in fizičnih zlorab. 
Junija 2023 ga je vrhovno vodstvo izključilo iz jezuitskega reda (mesec kasneje je izključitev postala dokončna) zaradi trdovratnega zavračanja zaobljube pokorščine, saj je zavrnil še zadnjo ponujeno priložnost misijonskega umika, že prej pa ni upošteval določenih omejitev (prepovedi maševanja, potovanja in javnega delovanja), kakor tudi zaobljube uboštva, saj ima njegovo zasebno mozaičarsko podjetje precejšnje dobičke. Teden dni po prejemu Rupnikove prošnje za sprejem v koprsko škofijo je koprski škof Bizjak po posvetovanju z več instancami nanjo odgovoril pritrdilno, vendar se Rupnik ni nikoli preselil vanjo. Kasnejše pojasnilo navaja, da je bil vanjo le inkardiniran in na njenem ozemlju ne deluje. 
Vatikan je 20. oktobra 2023 odredil razpusti skupnosti sester Loyola, Papež Frančišek je še istega meseca dikasterij za nauk vere pozval, naj odpre nov postopek proti Rupniku in znova prouči primere. Po uradnih navedbah Vatikana se je papež za to odločil na temelju septembrskega opozorila papeške komisije za zaščito mladoletnih, da so pri obravnavi primera Rupnik zaznali vrsto težav, pa tudi pomanjkanje sočutja do žrtev.
V reviji Družina se moralni teolog I. Štuhec sprašuje: Poznamo več primerov karizmatičnih voditeljev po drugem vatikanskem koncilu, ki so bili prepoznani kot spolni delinkventi, vendar nobeden od njih ni imel tako velikega globalnega vpliva. Iz te perspektive je toliko bolj usodno, zakaj nihče ni zahteval razčiščenja konflikta med Rupnikom in sestrami skupnosti Loyola.
O zlorabah p. Rupnika sta na posebni tiskovni konferenci v Rimu februarja 2024 spregovorili dve nekdanji sestri skupnosti Loyola, Italijanka Gloria Branciani in Slovenka Mirjam Kovač. Izjavili sta, da je Rupnik izvajal spolno in psihično nasilje. Po besedah obeh nekdanjih redovnic, ki sta se odločili, da spregovorita v javnosti, je bilo v skupnosti v preteklih letih od skupno 40 članic zlorabljenih okoli 20 redovnic. Januarja 2025 je Dikasterij za nauk vere je zaključil preiskavo.

## Mozaiki
- Kapela Marije, Zdravja bolnikov, Ljubljana v Onkološki bolnišnici Ljubljana
- Cerkev sv. Primoža in Felicijana, Vrhpolje, Slovenija
- Cerkev sv. Helene, Pertoča, Slovenija
- Cerkev sv. Stanislava Kostke, Ljubljana, Slovenija
- Cerkev sv. Mihaela, Grosuplje, Slovenija
- Spominska kapela, Kočevski Rog, Slovenija
- Cerkev sv. Nikolaja, Litija, Slovenija
- Cerkev Marijinega Vnebovzetja, Polje-Ljubljana
- Cerkev sv. Janeza Krstnika, Smederevo, Srbija
- Nadškofijska palača, Beograd, Srbija
- Cerkev Povišanja sv. Križa, Niš, Srbija
- Cerkev Naše ljube Gospe, Lurd, Francija
- Cerkev Naše ljube Gospe, Fatima, Portugalska

## Nagrade in priznanja
- 2000: Prešernova nagrada za mozaik v papeški Kapeli Odrešenikove matere v Apostolski palači (Vatikan).
- 2002: Častni znak svobode Republike Slovenije za prepoznavnost slovenske likovne umetnosti v svetu; podelil predsednik države Milan Kučan
- 2003: mednarodna nagrada Beato Angelico za Evropo za svoje umetniško delovanje v Evropi